# Eric Benjamin
Eric Benjamin (* 13. Mai 1920 in Kurseong, Westbengalen, Indien; † 12. Mai 1994) war ein indischer Geistlicher und Bischof von Darjeeling.

## Leben
Eric Benjamin empfing am 24. August 1945 das Sakrament der Priesterweihe.
Am 8. August 1962 ernannte ihn Papst Johannes XXIII. zum Bischof von Darjeeling. Der Erzbischof von Malta, Michael Gonzi, spendete ihm am 7. Oktober desselben Jahres die Bischofsweihe; Mitkonsekratoren waren der Erzbischof von Ranchi, Pius Kerketta SJ, und der Bischof von Raigarh-Ambikapur, Stanislaus Tigga.
Er nahm an allen vier Sitzungsperioden des Zweiten Vatikanischen Konzils als Konzilsvater teil.